# Dž
Dž je digraf latinky, který se skládá z písmen d a ž. Digraf se vyslovuje [d͡ʒ]IPA. Dž je digraf, který odpovídá písmenu dzhe (Џ/џ) srbské cyrilice. Je to také desátý prvek slovenské abecedy. Ačkoli několik dalších jazyků (viz níže) také používá kombinaci písmen dž, zachází s ní jako s dvojicí písmen d a ž, nikoli jako s jedním samostatným znakem.
Čeština používá [d͡ʒ], ale jen v některých českých slovech pouze jako náhradu [t͡ʃ] před jinými vyjádřenými souhláskami, např. džus. V tomto případě jsou obě písmena vždy rozdělena (čeština nepoužívá jednotný znak ǆ, ale dvě písmena, d a ž). Litevština a lotyština podobně používají dž, ale nepovažují jej za samostatný digraf.